# Бањоре (Гросето)
Бањоре (итал. Bagnore) је насеље у Италији у округу Гросето, региону Тоскана.
Према процени из 2011. у насељу је живело 395 становника. Насеље се налази на надморској висини од 787 м.